# Lollar
Lollar est une municipalité allemande située dans le land de la Hesse et l'arrondissement de Giessen.

## Géographie
| Lohra      | Fronhausen |             |
| Wettenberg | Lollar     | Staufenberg |
|            | Giessen    |             |

## Jumelages
- Brassac-les-Mines (France)